# Хольпе (Морсбах)
Хольпе (нем. Holpe) — населённый пункт сельского типа в пределах коммуны Морсбах (район Обербергиш, Северный Рейн-Вестфалия, Германия). 

## Географическое положение
Поселение расположено на самом юге района Обербергиш, недалеко от границы с землёй Рейнланд-Пфальц (её соседним городом Виссен). В Хольпе сходятся дороги из Морсбаха в Виндек и из Вальдбрёля в Виссен. Отсюда также  легко добраться до городов Гуммерсбах, Зиген и Кёльн.

## История
В 1391 году этот населённый пункт впервые упоминается в документах и актах монастыря Мертен как Хойльпе (Hoilpe). 
Католический и протестантский церковные приходы насчитывают здесь около 400 человек.

Религиозные учреждения Хольпе
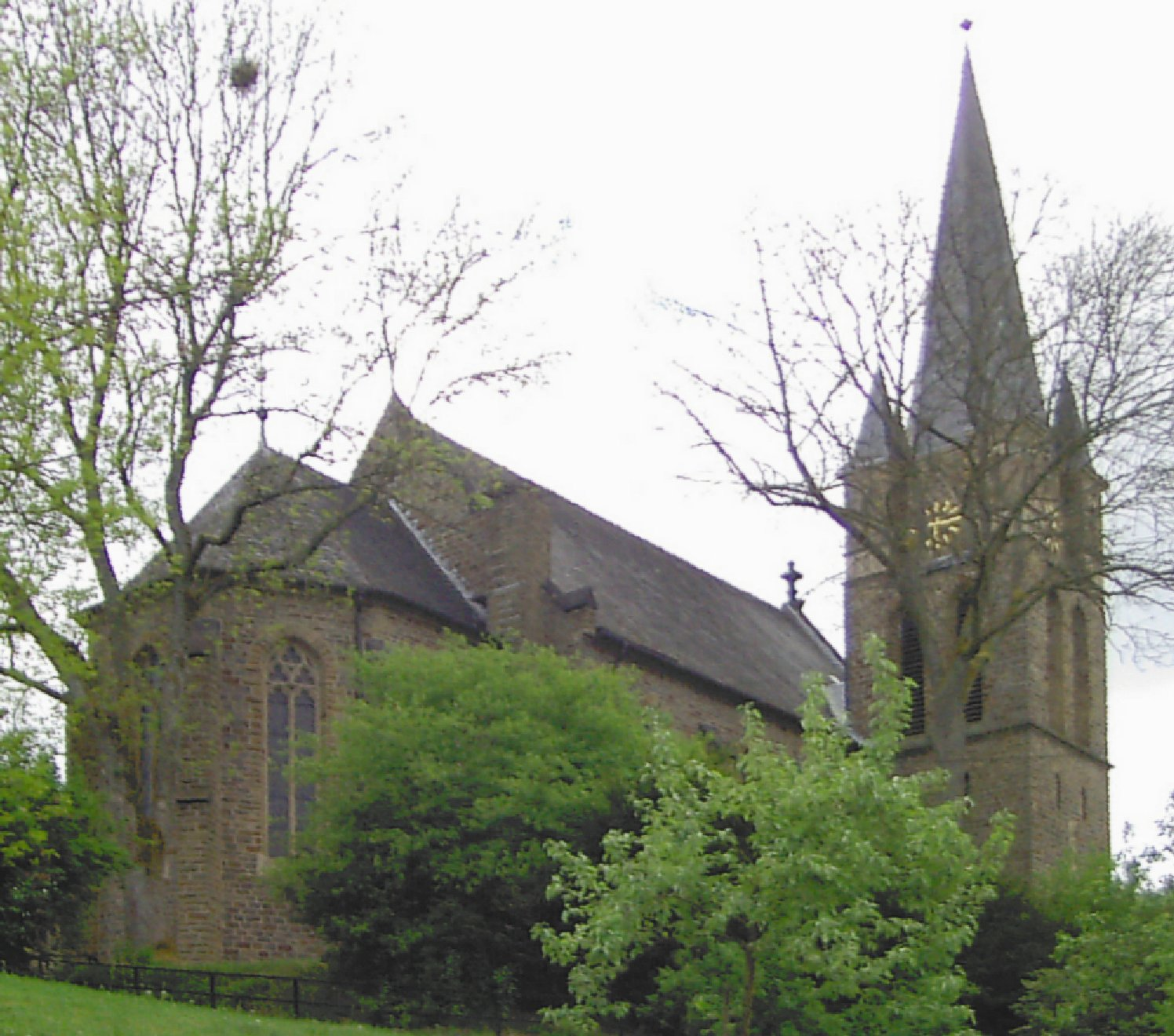
Католическая церковь Посещения
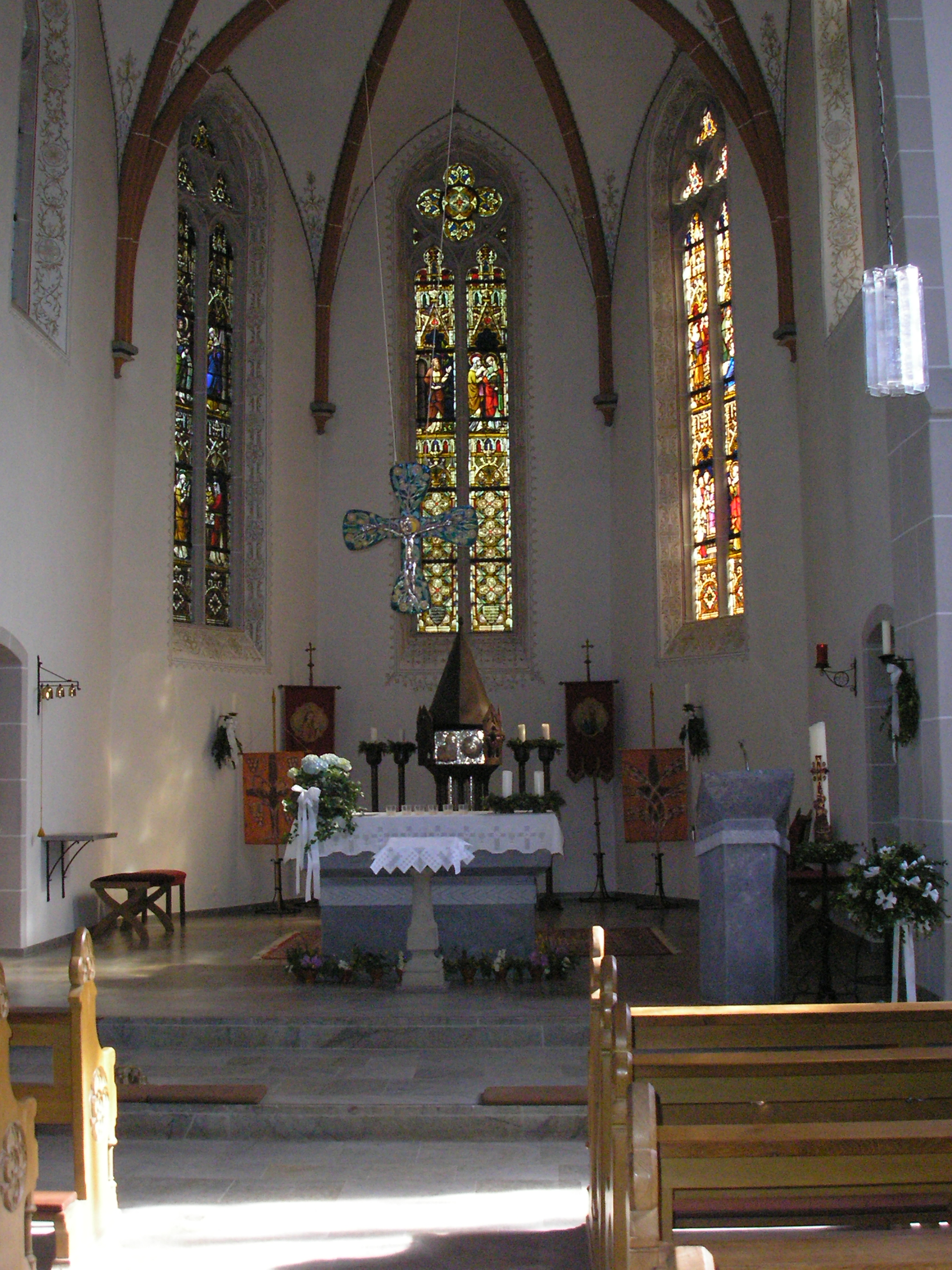
Интерьер католической церкви
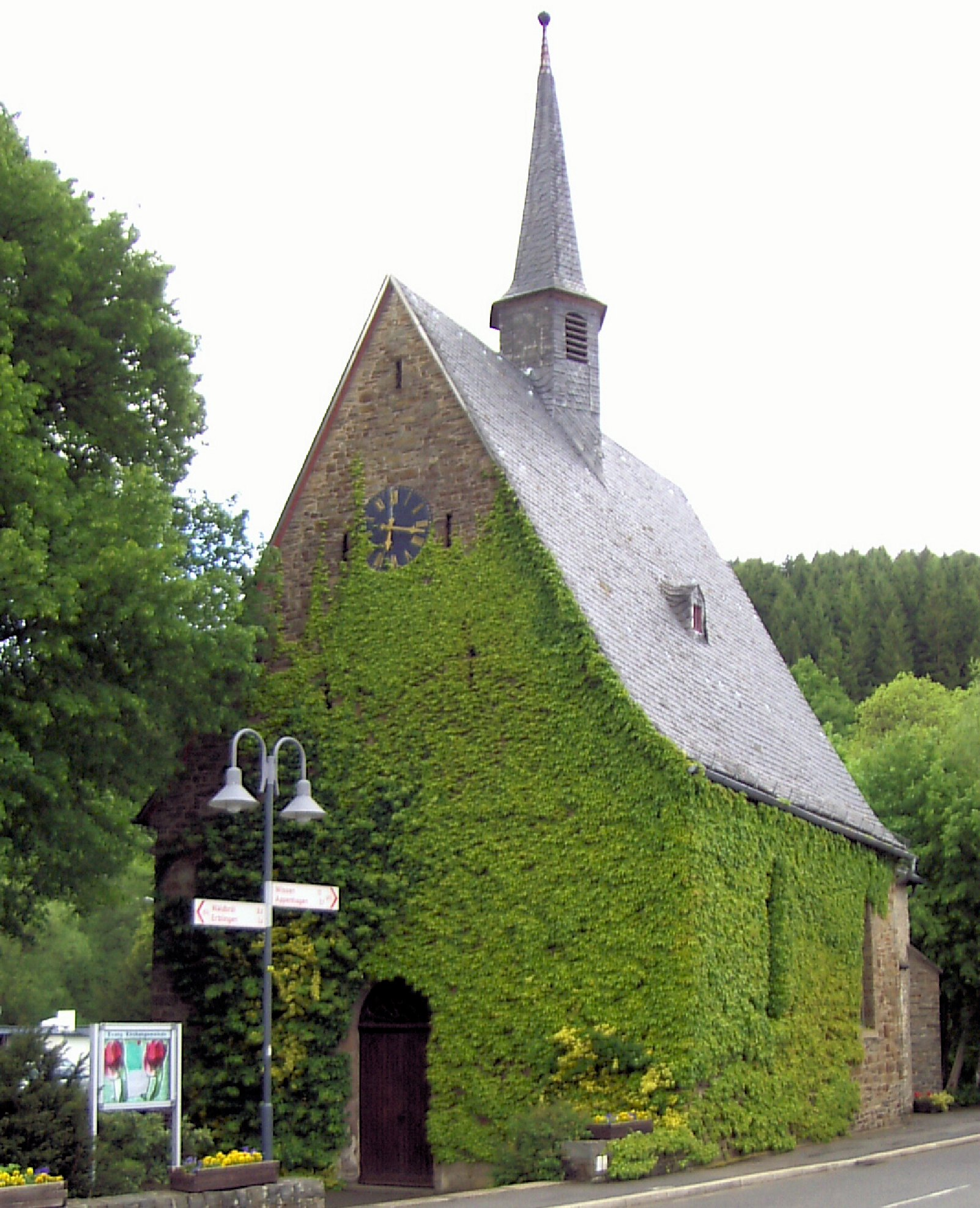
Протестантская церковь

Считается, что в средние века Хольпе было местом паломничества к Деве Марии с «целебным источником, посвящённым Марии».

## Инфраструктура
В Хольпе находится начальная школа, в которой обучаются не только дети местных жителей, но и других небольших окрестных поселений. В инфраструктуру населённого пункта также входят детский сад, спортзал и добровольная пожарная дружина. В поселении функционируют врачебный кабинет, столярная мастерская, парикмахерская и ресторан. По понедельникам открывается небольшой еженедельный рынок.

## Общественный транспорт
Через Хольпе проходит линия автобусного маршрута 340 «Waldbröl - Wallerhausen - Holpe - Morsbach».

## У нашей деревни есть будущее
Комплексное обновление поселения началось с 1986 года. За десять лет благоустройства земельные власти вложили в Хольпе 2,1 млн. немецких марок. Под охрану закона были поставлены 13 фахверковых здания.
В 2000 году Хольпе завоевала бронзовую медаль на государственном уровне в конкурсе «У нашей деревни есть будущее».